# André Vandelle
André Vandelle (* 29. August 1902 in Les Rousses; † 12. Oktober 1976 in Les Rousses) war ein französischer Skisportler.
Bei den Olympischen Winterspielen 1924 war er als Soldat Mitglied der französischen Mannschaft beim Militärpatrouillenlauf, die in dieser Disziplin die Bronzemedaille gewann. Der Militärpatrouillenlauf wurde nachträglich im Jahr 1926 zum Demonstrationsbewerb erklärt. Ebenfalls bei den Winterspielen 1924 belegte er in der nordischen Kombination Platz 20 und im 18-km-Skilanglauf den 29. Platz. Bei den Nordischen Skiweltmeisterschaften 1927 in Cortina d’Ampezzo errang er den 50. Platz über 18 km.

## Fotos

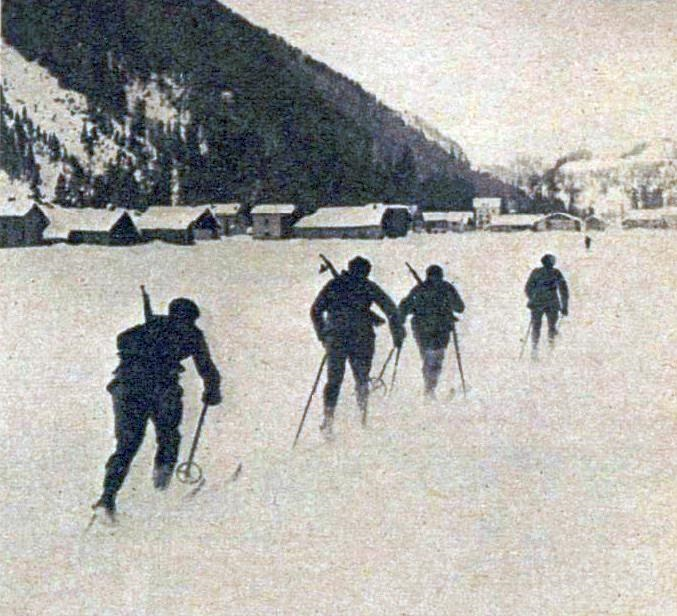
Die französische Militärpatrouille 1924 in Chamonix
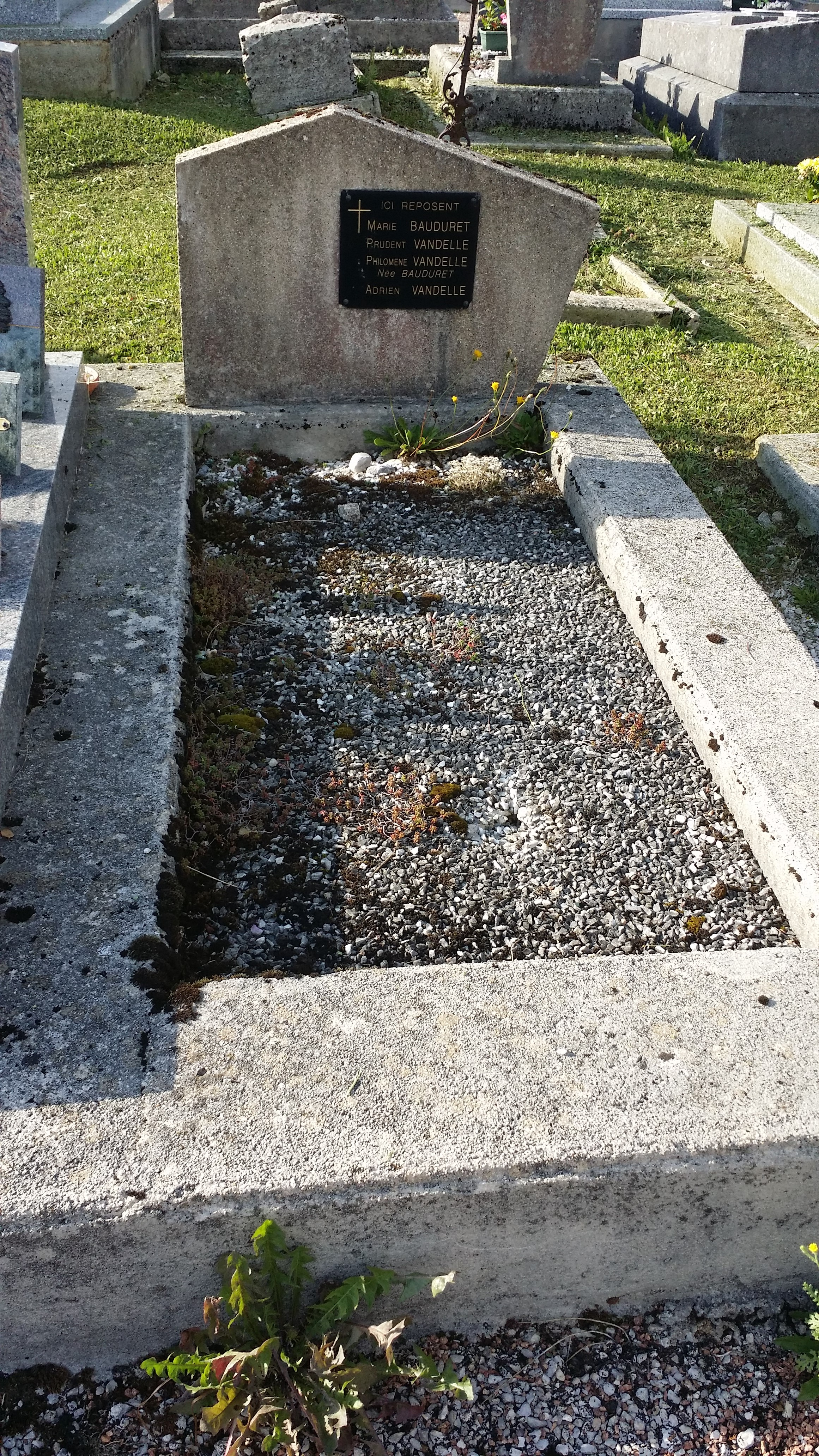
Familiengrab auf dem Friedhof von Les Rousses